# Fudbalski Klub Budućnost Dobanovci
Il Fudbalski Klub Budućnost Dovanovci (in serbo ФК Будућност Добановци?), è una società calcistica serba con sede a Dobanovci, un sobborgo della città di Belgrado. Nella stagione 2023-2024 milita nella Srpska Liga, la seconda divisione del calcio serbo.

## Storia
Club fondato nel 1920, il FK Budućnost Dobanovac durante la sua lunga storia ha sempre militato nelle categorie più basse delle competizioni nazionali, rimanendo poco più di una squadra di paese.
Come molti altri club, la disgregazione della Jugoslavia ha visto il Buducnost scalare le classifiche nazionali serbe fino a raggiungere, all'inizio degli anni 2000, la Srpska liga Beograd, rango che ha mantenuto fino alla fine della stagione 2005/06, quando è retrocesso. Dopo cinque stagioni passate in quarta serie, nel 2012, il Budućnost è stato nuovamente promosso, vincendo il campionato.
Dopo tre stagioni tranquille, arriva il più grande successo nella storia del club, la vittoria del campionato 2015/16, con la prima, storica promozione in Prva Liga.
Il Budućnost conclude le prime tre stagioni del campionato al 10º posto, raggiunge due volte gli ottavi di finale della Coppa di Serbia, eliminando tra gli altri il Voždovac e l'OFK Bačka. La stagione 2020-2021 vede il club terminare all'8º posto, miglior piazzamento di sempre.

## Stadio
Lo Stadio FK Budućnost, che ospita le partite interne, ha una capacità di 1000 spettatori. Si trova nel sobborgo di Dobanovci, in Grobljanska 20. Si tratta dell'impianto di calcio con la più lunga tradizione sportiva nella ex Jugoslavia

## Statistiche e record
- Prva Liga Srbija:

8º posto 2020-2021
- Coppa di Serbia:

1/8 finale: 2017-2018, 2018-2019

## Palmarès

### Competizioni nazionali
- Srpska Liga: 1

2015-2016 (Beogradska Liga)
- Zonska Liga: 1

2011-2012 (Beogradska Zona)